# Вольфрам
| 74         | Вольфрам |
| W183,84    |          |
| 4f145d46s2 |          |

Вольфра́м (химический символ — W, от лат. Wolframium) — химический элемент 6-й группы (по устаревшей классификации — побочной подгруппы шестой группы, VIB) шестого периода периодической системы химических элементов Д. И. Менделеева с атомным номером 74.
При нормальных условиях вольфрам — твёрдый, тяжёлый блестящий металл серебристо-серого цвета. Обладает немного более высокой плотностью, чем металлический уран.
Вольфрам — самый тугоплавкий из металлов. Относится к переходным металлам.

## История и происхождение названия
Название Wolframium перешло на элемент с минерала вольфрамит, известного ещё в XVI в. под названием «волчья пена» — лат. spuma lupi или нем. Wolf Rahm. Название было связано с тем, что вольфрам, сопровождая оловянные руды, мешал выплавке олова, переводя его в пену шлаков («пожирал олово, как волк овцу»).
В 1546 году Георгий Агрикола издал работу под названием «De Natura Fossilium», в которой он назвал вольфрамом вещество, которое получил при попытке выплавить олово из оловянной руды.
В английском и французском языках вольфрам называется tungsten (от швед. tung sten — «тяжёлый камень»). В 1781 году знаменитый шведский химик Карл Шееле, обрабатывая азотной кислотой минерал, позднее названный его именем — шеелит, получил жёлтый «тяжёлый камень» (триоксид вольфрама WO3). Примерно тогда же испанские химики братья Фаусто и Хуан Хосе Элюар сообщили о получении из образца привезённого из Саксонии минерала вольфрамита как растворимой в аммиаке жёлтой окиси нового металла, так и самого металла. При этом один из братьев, Фаусто, бывал в Швеции и общался там с Шееле.
По этой причине, для определения приоритета в получении вольфрама, важную роль играет хронология. Согласно версии, распространённой в частности, в России, Шееле объявил о своём открытии в 1781 году, а братья Элюар — только в 1783, после возвращения Фаусто из Швеции. Согласно же испанской версии, эксперименты братьев Элюар были проведены в 1781 году, в один год с экспериментами Шееле, тогда как личная встреча Карла Шееле и Фаусто де Элюара в шведской Уппсале состоялась двумя годами позже — в 1783 году, и касалась обсуждения уже завершённых исследований обоих, состоявшихся двумя годами ранее. Шееле не оспаривал приоритет братьев по той причине, что им удалось первыми получить непосредственно сам вольфрам. В любом случае, необходимо иметь в виду, что научная переписка между учёными велась задолго до их личной встречи.

## Нахождение в природе
Кларк вольфрама земной коры составляет (по Виноградову) 1,3 г/т (0,00013 % по содержанию в земной коре). Его среднее содержание в горных породах, г/т: ультраосновных — 0,1, основных — 0,7, средних — 1,2, кислых — 1,9.
Вольфрам встречается в природе главным образом в виде окисленных сложных соединений, образованных трёхокисью вольфрама WO3 с оксидами железа и марганца или кальция, а иногда свинца, меди, тория и редкоземельных элементов. Промышленное значение имеют вольфрамит (вольфрамат железа и марганца nFeWO4 · mMnWO4 — соответственно, ферберит и гюбнерит) и шеелит (вольфрамат кальция CaWO4). Вольфрамовые минералы обычно вкраплены в гранитные породы, так что средняя концентрация вольфрама составляет 1—2 %.

### Месторождения
Наиболее крупными запасами обладают Казахстан, Китай, Канада и США; известны также месторождения в Боливии, Португалии (копи Борральи на севере страны, рудники Панашкейры в центре), Галисии (Испания) — Санта-Комба, России, Узбекистане и Южной Корее. Мировое производство вольфрама составляет 49—50 тысяч тонн в год, в том числе в Китае 41, России 3,5; Казахстане 0,7, Австрии 0,5. Основные экспортёры вольфрама: Китай, Южная Корея, Австрия. Главные импортёры: США, Япония, Германия, Великобритания.

## Физические свойства
Полная электронная конфигурация атома вольфрама: 1s2 2s22p6 3s23p6 4s23d104p6 5s24d105p64f145d4 6s2.
Вольфрам — блестящий светло-серый металл, имеющий самые высокие доказанные температуры плавления и кипения.  Температура плавления — 3695 K (3422 °C), кипит при 5828 K (5555 °C). Плотность чистого вольфрама при нормальных условиях составляет 19,25 г/см³, жидкого вольфрама при температуре плавления — 16,65 г/см³. Обладает парамагнитными свойствами (магнитная восприимчивость 0,32⋅10−9).  Удельное электрическое сопротивление при 25 °C — 55⋅10−9 Ом·м, при 2700 °C — 904⋅10−9 Ом·м; температурный коэффициент сопротивления 5,0·10−3 К−1 (0—200 °C). Скорость звука в отожжённом вольфраме 4290 м/с. Имеет сравнительно небольшой для металлов температурный коэффициент линейного расширения 4,1·10−6 К−1 (298 К), 6,5·10−6 К−1 (2273 К), 7,1·10−6 К−1 (2673 К). Теплопроводность 153 Вт/(м·К) при 298 К, 105 Вт/(м·К) при 1873 К. Температуропроводность 3,17·103 м2/с при 1873 К, 2,3·103 м2/с при 2873 К.  Ценное свойство вольфрама - высокая величина термоэлектронной эмиссии, равная 1,5·10-10 мА/см2 при 830 °C, 2,3·10-1 при 1630 °C, 1,0 при 1730 °C, и 298 при 2230 °C.  Характеризуется низкой упругостью пара при высоких температурах: 1,93·10-15 мм.рт.ст. при 1530 °C, 6,55·10-5 при 2730 °C, 0,76 при 3940 °C, 380 при 5650 °C . 
Вольфрам является одним из наиболее тяжёлых, твёрдых и самых тугоплавких металлов. В чистом виде представляет собой металл серебристо-белого цвета, похожий на платину, при температуре около 1600 °C хорошо поддаётся ковке и может быть вытянут в тонкую нить. Механические свойства зависят от способа предшествующей обработки: твёрдость по Бринеллю для спечённого образца составляет 200—250 кг/мм², после ковки — 350—400 кг/мм², может доходить до 488 кг/мм². Твёрдость по Моосу составляет 7,5 и является вторым после хрома (твёрдость по Моосу 8,5) по твёрдости среди чистых металлов.
Коэффициент сжимаемости наименьший среди всех металлов (соответственно, объёмный модуль упругости наибольший среди металлов). Модуль упругости проволоки 35000—38000 кг/мм2, однокристалльной нити  — 39000—41000 кг/мм2 . Предел текучести для отожжёной проволоки  диаметром 0,1—0,5 мм составляет 71,4-82,6 кг/мм2, для аналогичной неотожжёной — 149,1 кг/мм2 . 
Вольфрам при нормальных условиях существует в двух кристаллических модификациях. Устойчивая модификация (α-вольфрам) образует кристаллы кубической сингонии (объёмно-центрированная решётка), пространственная группа Im3m, параметры ячейки a = 0,31589 нм, Z = 2. Метастабильная модификация (β-вольфрам) — кристаллы кубической сингонии, пространственная группа Pm3n, параметры ячейки a = 0,5036 нм, Z = 8, d = 19,0 г/см3 (структура типа силицида трихрома Cr3Si, известная также как фаза A15). Метастабильная модификация образуется при восстановлении триоксида вольфрама водородом при температурах от 440 до 520 °C, а также при электролизе расплава вольфраматов, преобразуется в альфа-W при нагреве выше 520 °C. Хотя впервые β-фаза вольфрама получена ещё в 1931 году, многие авторы считали, что в действительности это субоксид вольфрама с формулой W14…20O или фаза, стабилизированная примесью кислорода; встречается также предположение, что эта фаза может быть описана как ионное соединение W3W, «вольфрамид вольфрама», с атомами вольфрама в разных степенях окисления. Лишь в 1998 году было показано, что β-вольфрам существует и при отсутствии примеси кислорода.
Некоторые физические характеристики α-вольфрама и β-вольфрама существенно отличаются. Температура перехода в сверхпроводящее состояние α-вольфрама равна 0,0160 К, у бета-фазы эта температура составляет от 1 до 4 К; смесь фаз может становиться сверхпроводящей при промежуточных температурах, в зависимости от относительного содержания фаз. Удельное сопротивление β-вольфрама втрое выше, чем α-вольфрама

## Химические свойства
Проявляет валентность от 2 до 6. Наиболее устойчив 6-валентный вольфрам. 3- и 2-валентные соединения вольфрама неустойчивы и практического значения не имеют.
Вольфрам имеет высокую коррозионную стойкость: при комнатной температуре не изменяется на воздухе; при температуре красного каления медленно окисляется в оксид вольфрама(VI); при повышенной температуре реагирует с углеродом и другими элементами. Со фтором взаимодействует при комнатной температуре, с другими галогенами - при нагревании.
Восстановленный тонкодисперсный порошок вольфрама пирофорен. Вольфрам в ряду напряжений стоит сразу после водорода, и в соляной, разбавленной серной и плавиковой кислотах почти нерастворим. В азотной кислоте и царской водке окисляется с поверхности. Растворяется в перекиси водорода.
Легко растворяется в смеси азотной и плавиковой кислот:
{\displaystyle {\mathsf {2W+4HNO_{3}+10HF\longrightarrow WF_{6}+WOF_{4}+4NO\uparrow +7H_{2}O}}}
Реагирует с расплавленными щелочами в присутствии окислителей:
{\displaystyle {\mathsf {2W+4NaOH+3O_{2}\longrightarrow 2Na_{2}WO_{4}+2H_{2}O}},}
{\displaystyle {\mathsf {W+2NaOH+3NaNO_{3}\longrightarrow Na_{2}WO_{4}+3NaNO_{2}+H_{2}O}}.}
Поначалу данные реакции идут медленно, однако при достижении 400 °C (500 °C для реакции с участием кислорода) вольфрам начинает саморазогреваться, и реакция протекает достаточно бурно, с образованием большого количества тепла.
Другие кислоты и растворы щелочей на холоду в отсутствие окислителей на вольфрам практически не действуют.
Растворяется в смеси азотной и плавиковой кислоты, образуя гексафторвольфрамовую кислоту H2[WF6]. Из соединений вольфрама наибольшее значение имеют: триоксид вольфрама WO3 или вольфрамовый ангидрид, вольфрамовая кислота H2WO4, её соли — вольфраматы, перекисные соединения с общей формулой Me2WOX, а также соединения с галогенами, серой и углеродом. Вольфраматы склонны к образованию полимерных анионов (поливольфраматов) по аналогии с полимолибдатами, полиоксотехнетатами и полиоксоренатами, а также гетерополисоединений с включением других переходных металлов и неметаллических элементов (фосфор и др.).

## Получение

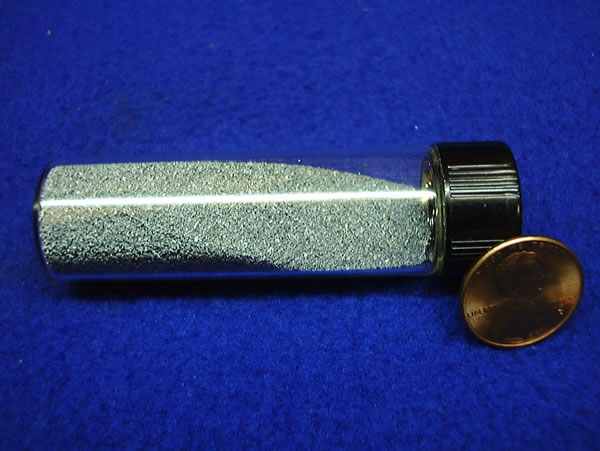
Вольфрамовый порошок

Процесс получения вольфрама проходит через подстадию выделения триоксида WO3 из рудных концентратов и последующем восстановлении до металлического порошка водородом при температуре ок. 700 °C. Из-за высокой температуры плавления вольфрама для получения компактной формы используются методы порошковой металлургии: полученный порошок прессуют, спекают в атмосфере водорода при температуре 1200—1300 °C, затем пропускают через него электрический ток. Металл нагревается до 3000 °C, при этом происходит спекание в монолитный материал. Для последующей очистки и получения монокристаллической формы используется зонная плавка.

## Применение
Главное применение вольфрама — компонент качественных сталей, тугоплавких и твердых сплавов, на эти цели в 1960 году использовалось до 95% добываемого вольфрама.

### История
До середины XIX века вольфрам применялся только в виде соединений, например в качестве красителей. В металлическом состоянии вольфрам был впервые получен братьями Элюар в Испании в 1783 году.
В 1857 году английский инженер Оксленд получает патент на метод получения железо-вольфрамовых сплавов добавлением металлического вольфрама в расплав чугуна. В 1860 году нагревом чугуна с вольфрамовой кислотой был получен сплав железа с вольфрамом. В 1868 году Роберт Мюшет предлагает применять вольфрамовую сталь для изготовления металлорежущего инструмента (т. н. самокал Мюшета). Во второй половине XIX века вольфрам начинают добавлять в сталь для увеличения износостойкости.
В 1890-х годах мировая добыча вольфрамовой руды составляла 200—300 тонн, в 1910 году 8 тысяч тонн, в 1918 году 35 тысяч тонн.

### Металлический вольфрам

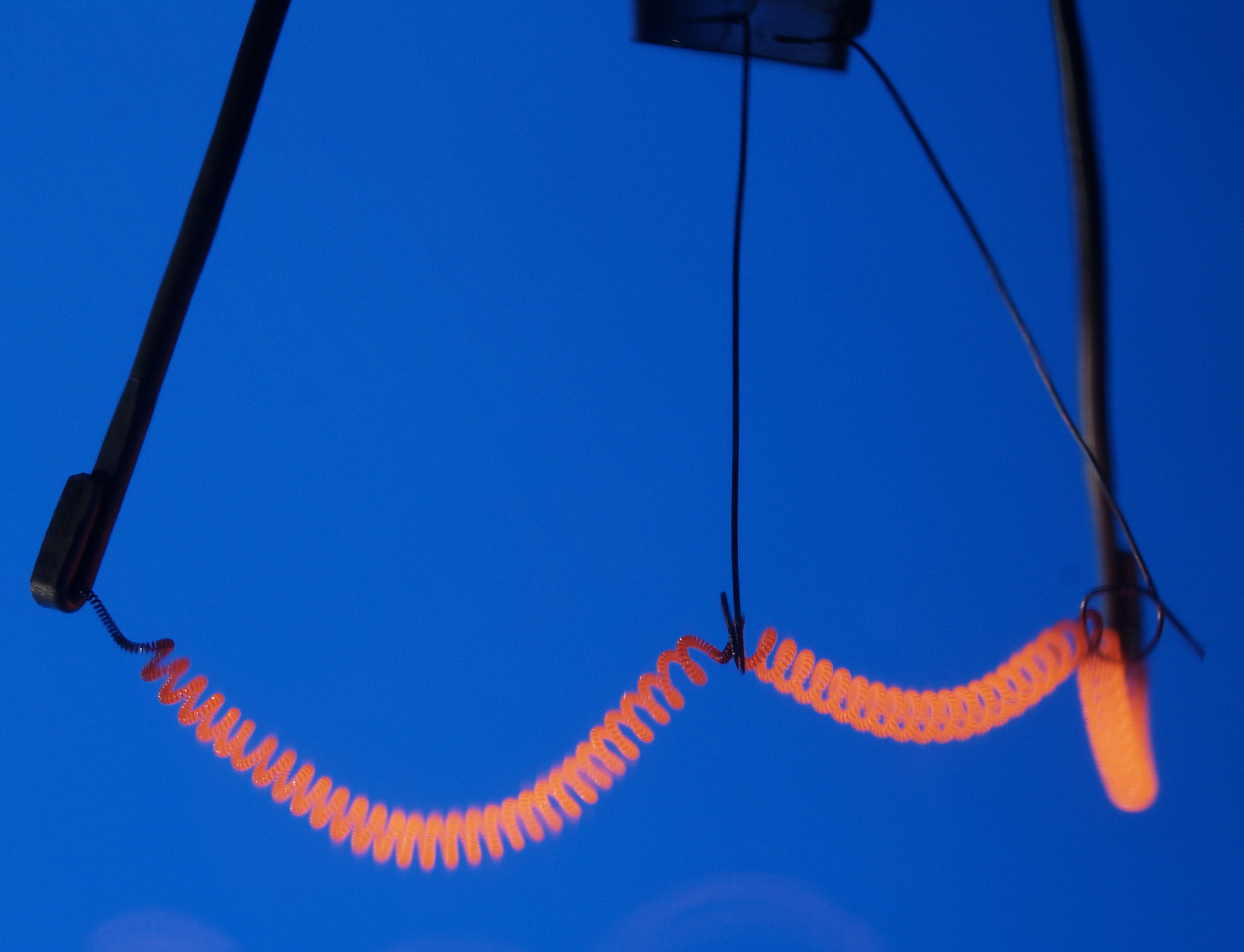
Нить накаливания

- Тугоплавкость вольфрама делает его незаменимым для нитей накаливания и катодов в осветительных приборах, а также в кинескопах и других электровакуумных приборах; в них же используется как вводной проводник благодаря близости коэффициента теплового расширения к таковому у некоторых сортов стекла.
- Благодаря высокой плотности вольфрам является основой тяжёлых сплавов, которые используются для противовесов, бронебойных сердечников подкалиберных и стреловидных оперённых снарядов артиллерийских орудий, сердечников бронебойных пуль и сверхскоростных роторов гироскопов для стабилизации полёта баллистических ракет (до 180 тыс. об/мин).
- Вольфрам используют в качестве электродов для многих видов сварки, например аргонно-дуговой и водородной сварки.
- Сплавы вольфрама, ввиду его высокой температуры плавления, получают методом порошковой металлургии. Сплавы, содержащие вольфрам, отличаются жаропрочностью, кислотостойкостью, твёрдостью и устойчивостью к истиранию. Из них изготовляют хирургические инструменты (сплав «амалой»), танковую броню, оболочки торпед и снарядов, наиболее важные детали самолётов и двигателей, контейнеры для хранения радиоактивных веществ. Вольфрам — важный компонент лучших марок инструментальных сталей.
- Вольфрам применяется в высокотемпературных вакуумных печах сопротивления в качестве нагревательных элементов. Сплав вольфрама и рения применяется в таких печах в качестве термопары.
- Высокая плотность вольфрама делает его удобным для защиты от ионизирующего излучения. Несмотря на бо́льшую плотность по сравнению с традиционным и более дешёвым свинцом, защита из вольфрама оказывается менее тяжёлой при равных защитных свойствах[23] или более эффективной при равном весе[24]. Из-за тугоплавкости и твёрдости вольфрама, затрудняющих его обработку, в таких случаях используются более пластичные сплавы вольфрама с добавлением никеля, железа, меди и др.[25] либо взвесь порошкообразного вольфрама (или его соединений) в полимерной основе [26].
- Из вольфрама изготавливаются дротики профессионального уровня для игры в дартс: последние в сравнении с дротиками из менее плотных сплавов при том же весе имеют меньшую толщину баррели, благодаря чему способны воткнуться в мишень ближе один к другому (кучнее), что немаловажно в игре, где даже доли миллиметра могут играть решаюшую роль.

### Соединения вольфрама
- Для механической обработки металлов и неметаллических конструкционных материалов в машиностроении (точение, фрезерование, строгание, долбление), бурения скважин, в горнодобывающей промышленности широко используются твёрдые сплавы и композитные материалы на основе карбида вольфрама (например, победит, состоящий из кристаллов WC в кобальтовой матрице; широко применяемые в России марки — ВК2, ВК4, ВК6, ВК8, ВК15, ВК25, Т5К10, Т15К6, Т30К4), а также смесей карбида вольфрама, карбида титана, карбида тантала (марки ТТ для особо тяжёлых условий обработки, например, долбление и строгание поковок из жаропрочных сталей и перфораторное ударно-поворотное бурение крепкого материала). Широко используется в качестве легирующего элемента (часто совместно с молибденом) в сталях и сплавах на основе железа. Высоколегированная сталь, относящаяся к классу «быстрорежущая», с маркировкой, начинающейся на букву Р, практически всегда содержит вольфрам.
- Сульфид вольфрама WS2 применяется как высокотемпературная (до 500 °C) смазка, которая обладает высокой влагостойкостью и нагревостойкостью[27].
- Некоторые соединения вольфрама применяются как катализаторы и пигменты.
- Монокристаллы вольфраматов (вольфраматы свинца, кадмия, кальция) используются как сцинтилляционные детекторы рентгеновского излучения и других ионизирующих излучений в ядерной физике и ядерной медицине.
- Дителлурид вольфрама WTe2 применяется для преобразования тепловой энергии в электрическую (термо-ЭДС около 57 мкВ/К).

### Другие сферы применения
Искусственный радионуклид 185W используется в качестве радиоактивной метки при исследованиях вещества.
Стабильный 184W используется как компонент сплавов с ураном-235, применяемых в твердофазных ядерных ракетных двигателях, поскольку это единственный из распространённых изотопов вольфрама, имеющий низкое сечение захвата тепловых нейтронов (около 2 барн).

### Рынок вольфрама
Цены на металлический вольфрам (содержание элемента порядка 99 %) на конец 2010 года составляли около 40—42 долларов США за килограмм, в мае 2011 года составляли около 53—55 долларов США за килограмм. Полуфабрикаты от 58 USD (прутки) до 168 (тонкая полоса). В 2014 году цены на вольфрам колебались в диапазоне от 55 до 57 USD.

## Биологическая роль
Вольфрам не играет значительной биологической роли. У некоторых архебактерий и бактерий имеются ферменты, включающие вольфрам в своём активном центре. Существуют облигатно-зависимые от вольфрама формы архебактерий-гипертермофилов, обитающие вокруг глубоководных гидротермальных источников. Присутствие вольфрама в составе ферментов может рассматриваться как физиологический реликт раннего архея — существуют предположения, что вольфрам играл роль в ранних этапах возникновения жизни.
Пыль вольфрама, как и большинство других видов металлической пыли, раздражает органы дыхания.

## Изотопы
Известны изотопы вольфрама с массовыми числами от 158 до 192 (количество протонов 74, нейтронов от 84 до 118), и более 10 ядерных изомеров.
Природный вольфрам состоит из смеси пяти изотопов (180W — 0,12(1)%, 182W — 26,50(16) %, 183W — 14,31(4) %, 184W — 30,64(2) % и 186W — 28,43(19) %). В 2003 открыта чрезвычайно слабая радиоактивность природного вольфрама (примерно два распада на грамм элемента в год), обусловленная α-активностью 180W, имеющего период полураспада 1,8⋅1018 лет.